# Gornji Slaveči
Gornji Slaveči (ungarisch Felsőcsalogány) ist ein Dorf in der Gemeinde Kuzma in Slowenien.

## Geografie
Die Streusiedlung zählt ca. 500 Einwohner und verteilt sich partiell auf die Talung des Lukaj-Baches mit einem kleinen Zentrum um die Pfarrkirche und den Häusergruppen an den Berglehnen. Eine Merkwürdigkeit des Ortes ist die Flurbezeichnung „Gasa“, die nur hier vorkommt, wie Kliničeva Gasa, Hubrova Gasa, Kiselakova Gasa, Mlinarjeva Gasa und Bracova Gasa. Die Dorfgemarkung wird ausschließlich land- und forstwirtschaftlich genutzt. Der zu Beginn des 20. Jahrhunderts noch stark betriebene Weinbau ist nahezu verschwunden, Weingärten werden nur noch aus Liebhaberei und für den Eigenbedarf bearbeitet. In naher Umgebung des Bauerngehöftes Benko entspringen der Erde einige naturbelassene Mineralwasserquellen, die jedoch wirtschaftlich nicht verwertet werden.
Das Dorf ist Sitz eines evangelischen Pfarramtes. Das evangelische Kirchengebäude wurde im Jahre 1928 errichtet und innen 1938 durch den Kunstmaler Cmerekar aus Veržej/Wernsee ausgemalt. Die Kirchenorgel, ein Kunstwerk des Orgelbauers Anton Jenko aus Ljubljana/Laibach, stammt aus dem Jahr 1987. Das Pfarrhaus neben der Kirche wurde im September 1981 fertiggestellt.

## Geschichte
Der Ort wird im Jahre 1365 erstmals urkundlich als „Felseueche“ bezeichnet. Ein Jahr später, 1366 ist vermerkt: „Felsozaloucha in dystrictu Waralyakurniky“. Die Siedlung lag also nicht mehr im Gebiet der Herrschaft Dobra (Neuhaus am Klausenbach), sondern gehörte schon zum Dominium Felsölendva (Oberlimbach, heute Grad). Im Jahre 1499 wird das Dorf Felsewzalocha genannt und in einem Protokoll des Bistums Győr/Raab ist für das Jahr 1698 der Ortsname Fölsö Szlavecsa dokumentiert.
Im Jahre 1890 wird das Dorf amtlich Felsöcsalogány bezeichnet und hatte 528 Einwohner, davon bekannten sich 508 als Slowenen, 16 als Deutsche und 4 als Ungarn. Der Ort gehörte zum Bezirk Muraszómbat (heute Murska Sobota) des Komitats Vas/Eisenburg.
Der Friedensvertrag von Trianon schlug das Dorf dem Königreich SHS zu. Für den nun amtlich Gornja Sloveča genannten Ort wurden bei der Volkszählung am 31. Januar 1921 folgende Daten ermittelt: 643 Slowenen, 2 Deutsche, 2 Ungarn, 4 Personen anderer Ethnien; von diesen 651 Bewohnern bekannten sich 247 zum katholischen und 404 zum evangelischen Glauben.
Bei der Zählung im Jahre 1931 wurden 647 Einwohner ermittelt, im Jahre 1961 waren es noch 541 und für das Jahr 1971 sind folgende Zahlen bekannt: 547 Einwohner, 114 Häuser, 118 Haushalte und 452 Dorfbewohner, die ausschließlich von landwirtschaftlichen Einkünften leben.
Während der ungarischen Besetzung von 1941–1945 leisteten auch Männer aus Gornji Slaveči Widerstand gegen die Besatzungsmacht, allen voran der evangelische Kaplan und Lehrer Ludvik Čurman gemeinsam mit seinem Bruder Rudolf Čurman.

## Persönlichkeiten des Ortes
- Imre Lenarsich (* 1882, † 1966), Publizist.
- Ludvik Čurman (Csurman) (* 1913, † 1943 in einem Konzentrationslager), evangelischer Kaplan und Widerstandskämpfer im 2. WK[1]
- Rudolf Čurman (Csurman) (* 1898, † 1945 vermutlich im Außenlager Schömberg), Widerstandskämpfer im 2. WK[2]